# Fabio Fabbri
Fabio Fabbri (Ciano d'Enza, 15 ottobre 1933 – Parma, 4 gennaio 2024) è stato un politico e avvocato italiano.

## Biografia
Nato a Ciano d'Enza (oggi comune di Canossa), si laureò in giurisprudenza presso l'Università degli Studi di Parma, iniziando la carriera come avvocato.

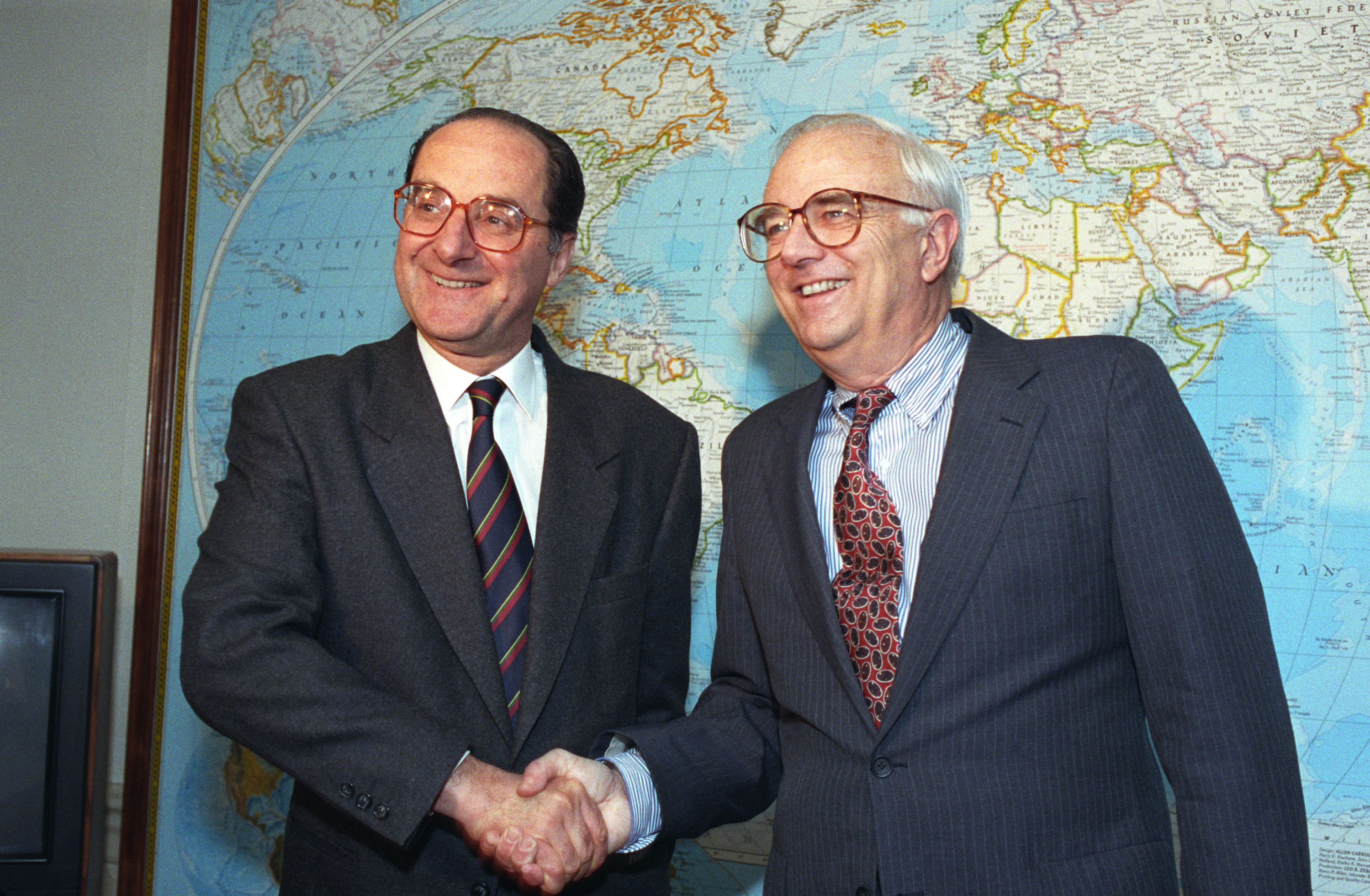
Fabbri con il segretario alla difesa statunitense Les Aspin nel 1993.

Fece parte del Partito Socialista Italiano. Senatore della Repubblica per cinque legislature (rimanendo in carica dal 1976 al 1994), fu Ministro degli affari regionali nel quinto governo Fanfani, delle politiche comunitarie nel secondo governo Craxi e Ministro della difesa nel governo Ciampi.
Fu inoltre sottosegretario di Stato al Ministero dell'agricoltura e foreste nei governi Cossiga II, Forlani, Spadolini I e II e sottosegretario di Stato alla Presidenza del Consiglio dei ministri con le funzioni di segretario del Consiglio dei ministri nel primo governo Amato.
Ritiratosi dalla politica, si occupò della tutela dell'Appennino attraverso un'iniziativa editoriale e il programma sull'uomo e la biosfera.
Morì a Parma il 4 gennaio 2024, all'età di 90 anni.